# Apamea michielii
Apamea michielii là một loài bướm đêm trong họ Noctuidae.